# Wilhelm, Duce al Austriei
Wilhelm, supranumit cel Ambițios sau cel Prietenos, (n. 1 ianuarie 1370, Viena, Ducatul Austriei⁠(d) – d. 15 iulie 1406, Viena, Ducatul Austriei⁠(d)) aparținând Casei de Habsburg, a fost din 1386 și respectiv din 1395 duce de Stiria, Carintia și Craina, iar din 1404 a fost și regentul Ducatului Austriei. El a fost cel care a reunit cele două linii ale familiei de Habsburg (Linia Albertină și Linia Leopoldină) în 1395.
Motto-ul său: „Ars vincit naturam” (în traducere: „Arta învinge natura”).

## Originea și familia
Wilhelm a fost primul fiu al ducelui Leopold al III-lea al Austriei (1351–1386) și al soției sale Viridis Visconti (1350–1414), fiica lui Bernabò Visconti, stăpânul orașului Milano.
În 1380 la vârsta de 10 ani Wilhelm a fost logodit cu prințesa Hedviga de Anjou, fiica regelui Ludovic I al Ungariei. Aceasta a fost considerată una dintre primele încercări ale Casei de Habsburg de a urma o politică matrimonială în Europa Centrală și de Est. Wilhelm a petrecut câțiva ani la curtea Ungariei. În 1384 Hedviga a fost încoronată regină a Poloniei. Wilhelm a petrecut iarna anului 1385 și primăvara anului 1386 cu Hedviga la Cracovia. Deși cei doi își doreau căsătoria, dar la insistențele stărilor generale poloneze logodna a fost desfăcută în favoarea căsătoriei reginei cu prințul Lituaniei (ca rege al Poloniei s-a numit Vladislav al II-lea. Wilhelm a părăsit Cracovia în mai 1386 și după moartea tatălui său în același an, a devenit stăpânul teritoriilor leopoldine. El s-a căsătorit cu Ioana a II-a de Neapole, verișoara fostei sale logodnice Hedviga și sora regelui Neapolelui, Ladislau de Anjou. Acesta pretindea coroana Regatului Ungariei și se plasa astfel de partea opozanților Mariei, sora Hedvigăi și a soțului ei, Sigismund de Luxemburg (ca soț coregent și succesor al acesteia).
Nu se cunosc descendenți ai lui Wilhelm din căsătoria sa cu Ioana.

## Aranjamente succesorale

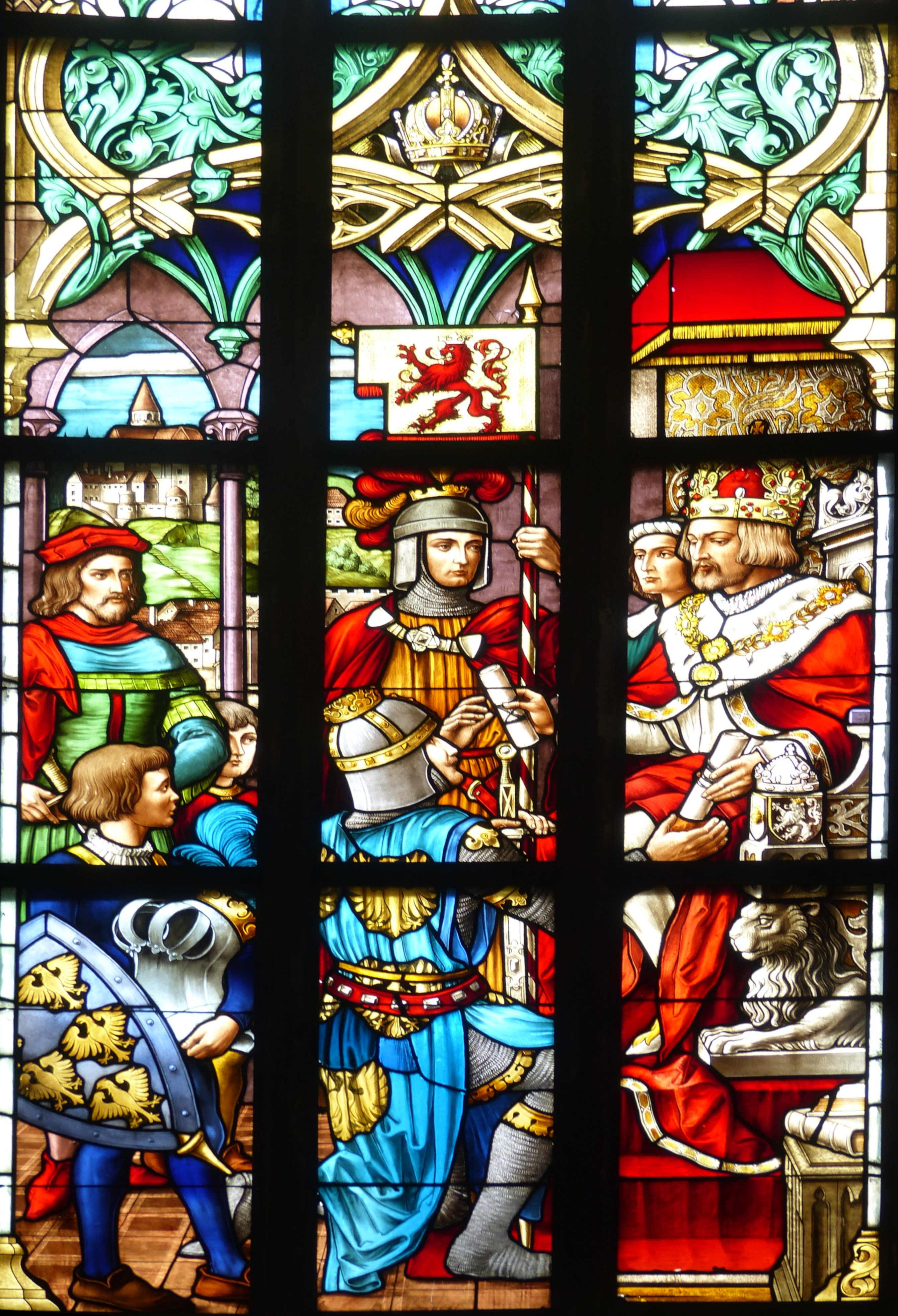
Regele Venceslau îi înfeudează pe ducii Wilhelm și Albert al IV-lea cu teritoriile lui Albert al III-lea după moartea acestuia (1398)

Când tatăl său a murit în Bătălia de la Sempach în 1386 Wilhelm avea doar 16 ani, dar era major și astfel i-a putut succeda fiind fiul cel mai mare. Totuși, cu acordul prelaților și al nobililor, el a acceptat doar puțin mai târziu pe 10 octombrie 1386, pentru el și frații săi, tutela unchiului Albert al III-lea, care a suspendat împărțirea proprietății convenite prin Contractul de la Neuberg din 1379 și a preluat conducerea familiei.
După moartea unchiului Albert în 1395 Wilhelm, ca cel mai în vârstă membru al familiei de sex masculin și astfel senior al familiei, a susținut păstrarea teritoriilor nedivizate bazându-se pe testamentul unchiului său și invocând Privilegium maius. Astfel el a intrat în conflict cu vărul său Albert al IV-lea, care își succedase tatăl în ducatul Austriei, unde Wilhelm se bucura de susținerea cetățenilor Vienei. Albert al IV-lea avea însă sprijinul nobilimii vieneze. Ca urmare, după medierea Stărilor generale austriece, a fost încheiat Contractul de la Hollenburg pe 22 septembrie 1395, care prevedea guvernarea comună a celor doi veri, adică fiecare dintre ei urma să guverneze în propriile teritorii și în calitate de coregent în teritoriile celuilalt. Administrația și curtea trebuiau conduse în comun. În calitate de duce al Austriei Interioare Wilhelm a guvernat ducatele Stiria, Carintia, Craina și litoralul austriac începând din 1396 cu reședința la Graz. Totuși, el a rezidat în principal la Hofburg în Viena împreună cu Albert al IV-lea.
Leopold al IV-lea, fratele mai mic al lui Wilhelm, primise de la Albert al III-lea administrația comitatului Tirol și a Austriei Anterioare încă din 1392. Pe 30 martie 1396 a fost încheiat la Viena un nou contract prin care Leopold al IV-lea a primit drepturi total egale în teritoriile leopoldine, administrația Tirolului și a Austriei Anterioare și, de asemenea, compensații financiare. În acest contract exista și o reglementare provizorie privind frații mai mici. Wilhelm urma să preia tutela lui Ernest, iar Leopold pe cea a lui Frederic.
Contractul era limitat în timp și ulterior a fost prelungit de trei ori. În 1402 Ernest și Frederic au devenit și coregenți în teritoriile care aparțineau fraților lor. La moartea lui Albert al IV-lea în 1404 Wilhelm, în calitate de senior al familiei, a devenit regent pentru fiul minor al acestuia, Albert al V-lea.

## Politica lui Wilhelm
În decembrie 1395 a fost încheiat un armistițiu cu regele Venceslau al IV-lea al Boemiei punând capăt temporar conflictului în care fusese implicat Albert al III-lea. Faptul că Wilhelm și ceilalți duci austrieci nu au reușit să găsească o linie politică comună a dus la o slăbire semnificativă a dinastiei. Alungarea regelui Venceslau al IV-lea de pe tronul Sfântului Imperiu Roman în 1400 și alegerea contelui palatin Rupert al III-lea ca antirege a dus și la o scindare a dinastiei, poziția lui Wilhelm fiind evaluată foarte diferit în literatura secundară.
Începând din 1402 Albert al IV-lea și Wilhelm au introdus în Ducatul Austriei, cu acordul nobilimii, prelaților și stărilor generale, așa-numitele „șoapte”, un fel de lege marțială în scopul de a pune capăt tacurilor nobililor feudali și ale bandelor de tâlhari, consecință a situației politice instabile din țările vecine Boemia și Moravia. Wilhelm a continuat această politică și după moartea lui Albert. Pentru a evita atacuri similare din Ungaria, Wilhelm a ocupat Neusiedl am See⁠(d) unde a înființat o bază militară în scopul menținerii păcii locale.
În comparație cu tatăl său, Wilhelm nu călătorea cu plăcere. După aproximativ 14 luni de la preluarea guvernării el a întreprins călătoria pentru primirea omagiului feudal, dar nu a organizat ceremonia de primire a puterii la Zollfeld în Carintia după cum cerea tradiția. Wilhelm s-a aflat în Stiria la Graz doar 3-4 săptămâni pe an, iar în Carintia și Craina s-a aflat cel mult două săptămâni în cei 11 ani de guvernare și a părăsit doar foarte rar teritoriile habsburgice.

## Moartea și succesiunea
Wilhelm a murit în 1406 și a fost înmormântat în Cripta ducală din Catedrala Sf. Ștefan din Viena.
După Tratatul de la Neuberg din 1379 și Tratatul de la Hollenburg din 1395, în 1406 moștenirea habsburgică a fost reîmpărțită. Leopold al IV-lea, al doilea frate din Linia Leopoldină, regent în Innsbruck și conte de Tirol, a devenit tutorele nepotului Albert al V-lea și regent în Viena; Ernest, al treilea frate, încă fără regență, a devenit duce în Austria Interioară și cel mai tânăr frate, Frederic al IV-lea, regent al Austriei Anterioare, a luat preluat comitatul Tirol.